# Sunnylvsfjord

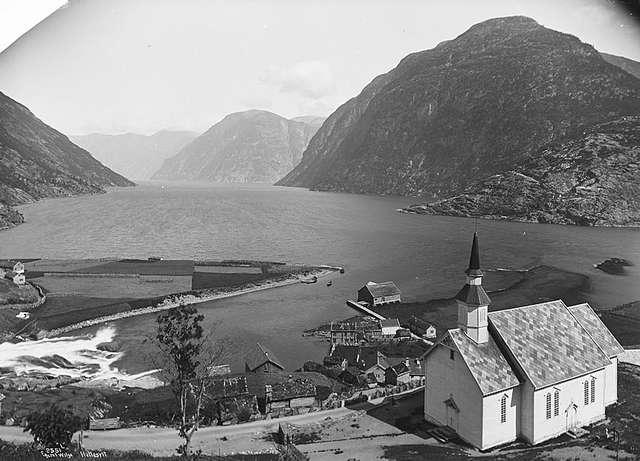
Vue du fjord depuis Hellesylt, avec l'église de Sunnylven au premier plan.

Le Sunnylvsfjord est un fjord de Norvège, situé dans les kommune de Stranda et Norddal (Møre og Romsdal). C'est une branche du Storfjord et il se poursuit par le Geirangerfjord.
Il s'étend sur 26 km de longueur et sa largeur varie de 600 m à 2 km. Sa profondeur maximale est de 452 m, près de son embouchure. 